# Milton (Pferd)
Milton (* 16. Februar 1977; † 4. Juli 1999) war ein Pferd des Springreiters John Whitaker. Der Schimmel gewann sehr viele internationale Springreitturniere.

## Leben und Erfolge
Milton wurde 1977 als Absatzfohlen von Caroline Bradley vom Züchter John Harding-Rolls gekauft. Er war Sohn des Springpferdes Marius und der Stute Aston Answer (von Any Question), die selbst bei internationalen Springen auftrat und die aus der Stute Pennywort stammt. Milton wurde als reines Springpferd gezüchtet.
Der junge Milton wurde bis zu ihrem Tod 1983 von Caroline Bradley trainiert. Danach wurde er kurze Zeit von Stephen Hadley geritten, bis er mit John Whitaker an die internationale Spitze kam.
Mit John Whitaker war er in den Jahren zwischen 1985 und 1994 am erfolgreichsten. 1992 nahm das Paar an den Olympischen Spielen in Barcelona teil. Der Schimmel gewann viele internationale Preise und war das erste Pferd außerhalb der Rennwelt, das mehr als 1 Million britische Pfund als Preisgeld gewann.
Während seiner gesamten Karriere hatte er kaum Abwürfe. Der Wallach war meistens der Favorit des Publikums und am Ende eines Parcours machte er oft einen großen Luftsprung. 1994 beendete Milton seine Karriere nach der London International Horse Show. Von der Zeitschrift Horse & Hound wurde er 2008 zum beliebtesten Pferd Großbritanniens gewählt.
Milton starb am 4. Juli 1999. Er wurde auf Whitakers Farm in Yorkshire begraben.

## Erfolge
- über £1 Million als Preisgeld gewonnen
- 1986 Gewinner des Du Maurier Limited International Preises, sowie Spruce Meadows, dem damals hochdotiertesten Springturnier
- 1987 Silber im Einzel und Gold mit dem Team bei der Europameisterschaft in St. Gallen
- 1989 Einzel und Team Gold bei der Europameisterschaft in Rotterdam
- 1990 Gewinner des FEI World Cup Finales in Dortmund
- 1990 Einzel Silber und Bronze mit dem Team bei den ersten Weltreiterspielen in Stockholm
- 1991 Gewinner des FEI World Cup Finales in Göteborg